# Ulubione piosenki
Ulubione piosenki – trzeci album studyjny Marii Koterbskiej wydany w 1958 roku przez Polskie Nagrania i Pronit. Płyta stanowi solowe wydawnictwo Orkiestry Tanecznej Polskiego Radia, która wykonuje wszystkie piosenki na niej, także instrumentalne. Wszystkie utwory zamieszczone na płycie zostały zarejestrowane w studiu Polskich Nagrań w Warszawie.

## Lista utworów
Strona a:
1. Praczki z Portugalii (André Popp - Krystyna Wolińska)
2. Mambo nr. 2 (Józef Rusek)
3. Posłuchaj, oto cha-cha-cha (Władysław Szpilman - Ludwik Starski)
4. Ten jeden dzień (Michał Jaworski)

Strona b:
1. Love me forever (Gary Lynes)
2. Cicha noc (Władysław Szpilman)
3. Odmieniam ciągle imię twoje (Bogusław Klimczuk, Adam Wiernik - Aleksander Rymkiewicz (pseud. Jarosław Ławrynowicz)
4. Rakietka (Albert Pradella)

## Charakterystyka albumu
Album Ulubione piosenki stanowi solowe wydawnictwo Orkiestry Tanecznej Polskiego Radia pod dyrekcją Kazimierza Turewicza, z towarzyszeniem której z ośmiu piosenek na płycie trzy śpiewa Maria Koterbska. Utwory zawarte na płycie zostały zarejestrowane podczas jednej sesji nagraniowej w studiu Polskich Nagrań w Warszawie. Trzy utwory z płyty ukazały się na płytach szelakowych Polskich Nagrań i Pronitu, oraz jednej składance 10-calowej.

## Płyty szelakowe, oraz płyty winylowe 10-calowe z nagraniami z albumuUlubione piosenki
- [1958] Polskie Nagrania „Muza” 3310 / Pronit 3310 – Odmieniam ciągle imię twoje (wyk. M. Koterbska)[4]
- [1958] Polskie Nagrania „Muza” 3326 – Posłuchaj, oto cha-cha-cha (wyk. M. Koterbska)[5]
- [1958] Polskie Nagrania „Muza” L 0323 / Pronit L 0323 [Złota Seria Przebojów nr. 2] – Praczki z Portugalii (wyk. M. Koterbska)[6]
- [1959] Polskie Nagrania „Muza” 3342 – Mambo nr. 2 (wyk. Orkiestra Taneczna Polskiego Radia)[7]

## Muzycy
- Maria Koterbska – śpiew (A1,3, B3)
- Orkiestra Taneczna Polskiego Radia p/d Kazimierza Turewicza – akompaniament, oraz wykonanie utworów instrumentalnych

## Ciekawostki
W ramach serii Ulubione piosenki wydawanej w roku 1958 przez Polskie Nagrania i Pronit ukazały się dwa kolejne albumy solowe Orkiestry Tanecznej Polskiego Radia, na których piosenki przy jej akompaniamencie śpiewali również Janusz Gniatkowski, Jerzy Połomski, Natasza Zylska, oraz Olgierd Buczek.